# Prapłetwiec mały
Prapłetwiec mały (Protopterus amphibius) – gatunek słodkowodnej ryby dwudysznej z rodziny prapłetwcowatych (Protopteridae).
Zasiedla bagna i obszary zalewowe we wschodniej części Afryki – od Somalii do Mozambiku, a także Zambezi w jej dolnym biegu. Rodzimy obszar obejmuje Kenię, Mozambik i Somalię. Gatunek introdukowany w Tanzanii. Jego występowanie w południowej Afryce wymaga potwierdzenia.
Dorasta do około 44 cm długości całkowitej. Ma niewielkie znaczenie gospodarcze.